# Derk Boswijk
Derk Geertsz Boswijk (Woerden, 8 april 1989) is een Nederlands politicus namens het Christen-Democratisch Appèl (CDA). Hij heeft sinds 31 maart 2021 een zetel in de Tweede Kamer der Staten-Generaal.

## Biografie

### Opleiding
Boswijk, zoon van de directeur van een verpakkingsmaterialenfabriek, doorliep tussen 2001 en 2005 het vmbo aan het Driestar College in Gouda en volgde vervolgens tot 2009 een opleiding bouwkunde bij het Utrechtse mbo ROC ASA. Later, tijdens zijn carrière, behaalde hij daarnaast een hbo-diploma bouwtechnische bedrijfskunde bij de Hogeschool van Amsterdam (2013) en een masterdiploma Urban and Area Development bij de Hogeschool Utrecht en Saxion (2019).

### Carrière
Boswijk richtte in 2006 Ingenieursbureau Bosons op, dat gespecialiseerd was in vergunningen en bouwtekeningen. In die tijd was hij een aanhanger van de Partij voor de Vrijheid. Ook schreef Boswijk het boek Zoon van een emigrant gebaseerd op brieven van zijn overgrootvader, Cornelis Treur, die in 1913 naar de Verenigde Staten emigreerde. Het boek werd uitgebracht in 2014. Drie jaar later werd een historische roman met de naam Waarom ik vertrok, geschreven door Boswijk, gepubliceerd op basis van dezelfde brieven.
In 2015 deed hij mee aan de Provinciale Statenverkiezingen in de provincie Utrecht als de zesde kandidaat van het CDA. Hij ontving een zetel en kreeg de portefeuille milieu, mobiliteit en economie. Boswijk bleef werken bij Bosons tot 2016, toen hij projectontwikkelaar bij vastgoedbeheerder Heyen Beheer werd. In de Provinciale Staten werkte hij aan de verbetering van internetverbindingen op het platteland en pleitte hij voor meer ondersteuning vanuit de provincie voor familiebedrijven. In 2019 werd Boswijk herkozen als lijsttrekker en hij werd vervolgens fractievoorzitter. Daarnaast werd hij reserveofficier (tweede luitenant) bij de Koninklijke Landmacht.

### Tweede Kamer
Boswijk stond als veertiende op de kandidatenlijst van het CDA tijdens de Tweede Kamerverkiezingen in maart 2021 en kwam hierdoor op 31 maart in de Kamer. Hij had 1.603 voorkeurstemmen ontvangen en vertelde tijdens de campagne dat hij vond dat de politiek te weinig aandacht had voor mbo'ers. Hij zegde zijn baan bij Heyen Beheer op en verliet op 14 april de Provinciale Staten. In de Tweede Kamer is hij lid van de contactgroep Verenigde Staten (vice-voorzitter), de delegatie naar de NAVO-Assemblee, de commissie voor Buitenlandse Zaken, de commissie voor Defensie, de commissie voor Europese Zaken, de commissie voor Infrastructuur en Waterstaat en de commissie voor Landbouw, Natuur en Voedselkwaliteit. Zijn portefeuille binnen het CDA was aanvankelijk landbouw (inclusief stikstof) en defensie, maar veranderde richting het eind van zijn ambtstermijn in buitenlandse zaken, defensie, klimaat en energie.
Terwijl hij het woord voerde over landbouw, bracht het CDA in juli 2021 een landbouwvisie uit die werd beschouwd als een breuk met het verleden. Daarin stond dat de uitstoot van reactieve stikstof in 2030 moet zijn gehalveerd en dat inkrimping van de veestapel onvermijdelijk is, al werd het geen doel op zich genoemd. Het plan riep ook op tot het beschikbaar stellen van €1,5 miljard tot €2 miljard per jaar om onder andere boeren te ondersteunen bij het ontwikkelen en onderhouden van natuurgrond om zo rond te komen met minder vee. Voor dit doel stelde Boswijk voor een nieuwe grondsoort tussen landbouwgrond en natuurgrond in te introduceren. Deze zogenaamde "landschapsgrond" kwam uiteindelijk in het coalitieakkoord van het kabinet-Rutte IV. Een dag na de presentatie van zijn landbouwplannen verdedigde Boswijk deze tijdens een boerenprotest. Hij bood de minister voor Natuur en Stikstof, Christianne van der Wal, later een vijfstappenplan aan, waarin hij een regionale in plaats van een generieke nationale aanpak voor de vermindering van de stikstofuitstoot schetste. Ook klaagde hij dat het kabinet zich met name bezighield met het terugdringen van de landbouwuitstoot en geen gedetailleerde plannen had voor andere sectoren. In juni 2022 negeerde Boswijk het advies van de Nationaal Coördinator Terrorismebestrijding en Veiligheid om een boerenprotesten tegen stikstofbeleid in Stroe niet bij te wonen. Na een bezoek van een boze boer bij zijn huis later die maand, terwijl zijn gezin aanwezig was, kondigde hij aan de komende dagen bij zijn gezin thuis te blijven. Boswijk deed eind 2022 een voorstel om zuivelbedrijven te verplichten een minimumpercentage duurzame melk toe te voegen aan hun producten. Dit zou het verdienvermogen van duurzame melkveehouderijen verbeteren.
Toen Kabul in handen van de Taliban viel in augustus 2021, riep hij de Nederlandse overheid op om alle Afghanen te evacueren die het Nederlandse leger in de Afghaanse Oorlog ondersteund hadden en werden bedreigd door de taliban. Ook hield Boswijk contact met mensen in Afghanistan om hen te helpen bij hun evacuatie. Hij bekritiseerde de evacuaties van de overheid door de situatie een "clusterfuck" te noemen en hij riep met succes op tot een extern onderzoek. In een profiel in de Volkskrant werd Boswijk vervolgens beschreven als een activistisch Kamerlid vanwege zijn kritische houding tegenover de regeringscoalitie, waartoe zijn eigen partij behoorde, en hij werd daarom vergeleken met Pieter Omtzigt, die een prominente rol speelde bij het aankaarten van de toeslagenaffaire en eerder dat jaar het CDA had verlaten. Tijdens de Russische invasie van Oekraïne in 2022 pleitte Boswijk voor de herinvoering van de dienstplicht om personeelstekorten bij de krijgsmacht aan te pakken. Hij was voorstander van een vrijwillig systeem vergelijkbaar met dat van Zweden, waar alleen gemotiveerde burgers uitgenodigd worden.
Bij de gemeenteraadsverkiezingen van 2022 was Boswijk nationaal campagneleider van zijn partij en daarnaast lijstduwer van het CDA in zijn thuisgemeente Stichtse Vecht. Hij leidde wederom de nationale CDA-campagne voor de Provinciale Statenverkiezingen van 2023. Toen zijn partij 6,6% van de stemmen ontving, vergeleken met 11,1% vier jaar eerder, noemde Boswijk het resultaat waardeloos en zei hij dat het verhaal van de CDA niet overkwam. Toen de val van het kabinet-Rutte IV in juli 2023 leidde tot vervroegde verkiezingen in november, kondigde partijleider Wopke Hoekstra aan niet beschikbaar te zijn als lijsttrekker. Boswijk stelde zich vervolgens kandidaat. Uiteindelijk sprak hij zijn steun uit voor Henri Bontenbal, die door het bestuur als lijsttrekker werd aanbevolen.

## Privéleven
Hij is getrouwd en heeft drie dochters. Hij is lid van de Gereformeerde Bond in de Protestantse Kerk in Nederland. In 2016 probeerde Boswijk de Mont Blanc te beklimmen om geld op te halen voor de stichting Hear the World, die mensen met slechthorendheid helpt, een aandoening waarmee zijn oudste dochter is geboren. Hij bereikte de top niet, maar wist wel €8.000 in te zamelen.